# 53 př. n. l.

## Události
- Bitva u Karrh

## Úmrtí
- Marcus Licinius Crassus (* 115 př. n. l.)

## Hlavy států
- Parthská říše – Oródés II. (58/57 – 38 př. n. l.)
- Egypt – Ptolemaios XII. Neos Dionýsos (80 – 51 př. n. l.)
- Čína – Suan-ti (dynastie Západní Chan)